# Acrocercops brongniardella
Acrocercops brongniardella là một loài loài bướm thuộc họ Gracillariidae. Loài này có ở châu Âu  và Bắc Mỹ. Tại Mỹ chúng có ở nhiều loại cây, chẳng hạn như cây nguyệt quế mọc phổ biến tại đây.

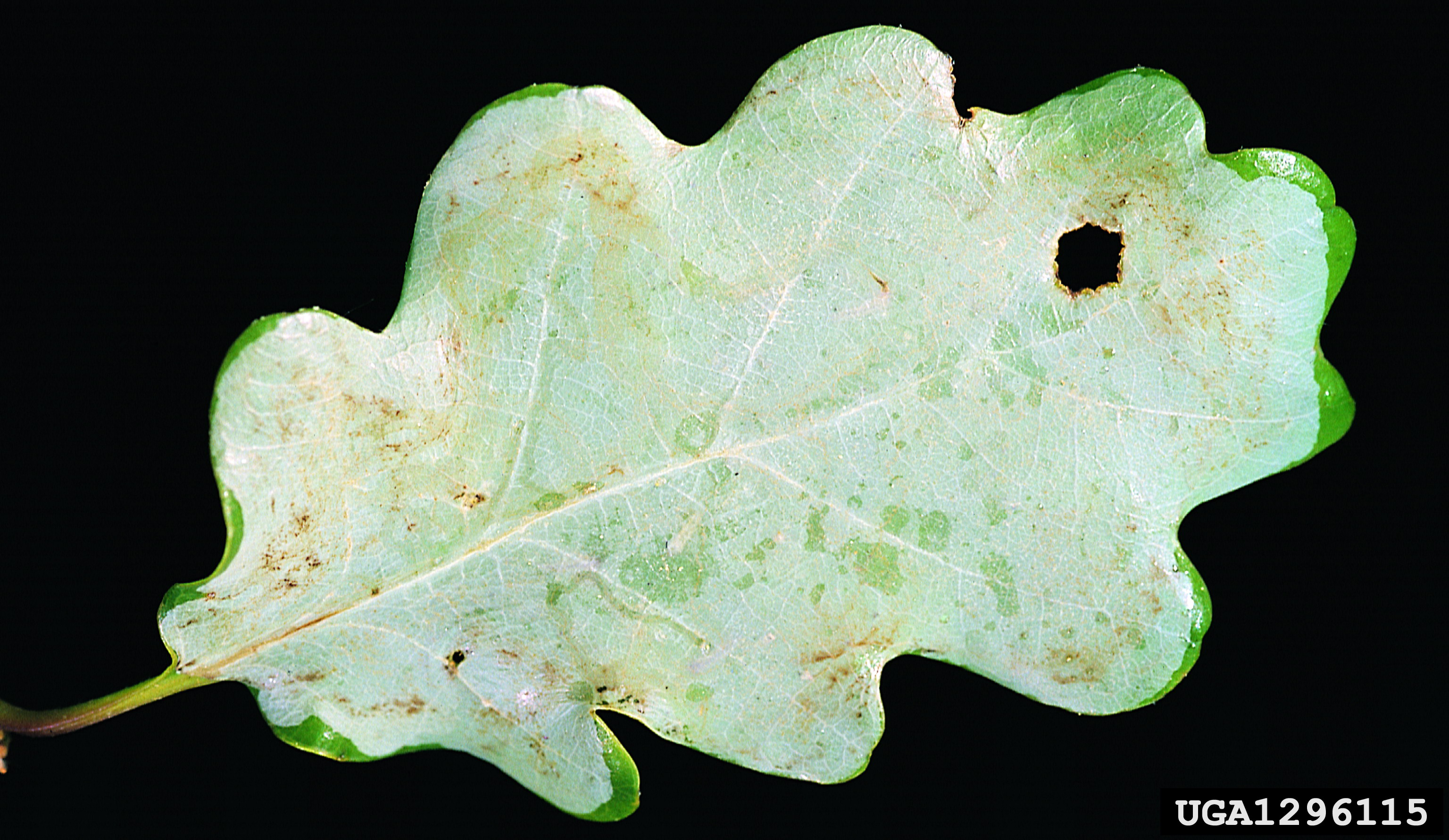
Acrocercops brongniardella ăn hỏng một lá cây sồi

Sải cánh từ 8–10 mm.
Ấu trùng ăn các loài Quercus.